# یستالیفیرا
یستالیفیرا (به انگلیسی: Ystalyfera) یک منطقهٔ مسکونی در بریتانیا است که در نیث پورت تالبوت واقع شده‌است. یستالیفیرا ۳٬۰۱۹ نفر جمعیت دارد.